# Stanisław Hubert
Stanisław L. Hubert (ur. 23 maja 1905 w Wadowicach, zm. 17 lutego 1983 we Wrocławiu) – polski prawnik, wykładowca Uniwersytetu Wrocławskiego.

## Życiorys
Urodzony 23 maja 1905 r. w Wadowicach. Studiował u prof. Ludwika Ehrlicha. W 1934 r. na Uniwersytecie Jana Kazimierza obronił pracę doktorską, a trzy lata później na tej samej uczelni uzyskał habilitację. Po II wojnie światowej osiadł we Wrocławiu. Od 1946 r. profesor nadzwyczajny na Uniwersytecie Wrocławskim, w 1961 r. uzyskał tytuł profesora zwyczajnego. Kierownik Katedry Prawa Narodów i Katedry Prawa Międzynarodowego Publicznego, w 1959 roku dziekan. W latach 11961-1966 był przewodniczącym III Wydziału Wrocławskiego Towarzystwa Naukowego. Sędzia Międzynarodowego Stałego Trybunału Arbitrażowego w Hadze (1970–1976).
W PRL informacje na temat Stanisława Huberta podlegały cenzurze. W 1977 roku jego nazwisko znajdowało się na specjalnej liście osób pod szczególną kontrolą cenzury. Zalecenia cenzorskie dotyczące jego osoby zanotował Tomasz Strzyżewski, który w swojej książce o peerelowskiej cenzurze opublikował notkę informacyjną z 7 stycznia 1977 roku Głównego Urzędu Kontroli Prasy, Publikacji i Widowisk. Wytyczne dla cenzorów wymieniały jego nazwisko z adnotacją: „Wszelkie próby popularyzowania w środkach masowego przekazu (prasa codzienna, radio, TV, tygodniki społeczno-polityczne) niżej wymienionych osób należy sygnalizować kierownictwu GUKPPiW”. Zalecenia cenzorskie zezwalały jedynie na publikacje w prasie specjalistycznej, naukowej oraz skryptach itp.
Zmarł 17 lutego 1983 r. i został pochowany na cmentarzu św. Rodziny we Wrocławiu.

## Wybrane publikacje[2]
- Rozbiory i odrodzenie Rzeczypospolitej, zagadnienie prawa międzynarodowego (1937),
- Zarys rozwoju nowoczesnej społeczności międzynarodowej (1947),
- Poglądy na prawo narodów w Polsce czasów Oświecenia (1960).

## Odznaczenia
- Krzyż Kawalerski Orderu Odrodzenia Polski[3]
- Medal Komisji Edukacji Narodowej[3]
- Odznaka Budowniczego Wrocławia[3]